# 看護倫理
看護倫理（かんごりんり、英: Nursing ethics）とは、応用倫理のひとつで看護の分野を扱う。生命倫理をベースに医療倫理と多くの共通性を持ち、無加害原則、与益原則、自主尊重原則（自己決定権）といった医療倫理の諸原則を共有するが、主に、患者との対人関係性、個人の尊厳、そしてコラボレーティブケアなどに重点を置いている点が異なる。

## 発展
看護の本質は、看護倫理が看護師と患者との間の日常的な相互作用を探り、「治癒」よりも、むしろ「ケア」の倫理を探求するものであることを意味する。歴史的には、医師への忠誠を含む優れた看護師としての美徳に焦点を当てて看護倫理を定義すべく模索が行われていた。看護師とケア対象者との関係性における行動に焦点を置くものではなかったのである。近年では、看護倫理もまた、患者の人権と尊厳を尊重するという看護師の義務へとシフトしてきており、これは 国際看護師協会による看護師のための最新の規範などに示されている通りである。

## 独自性
看護倫理の多くは医療倫理に似ているように見えることがあるが、それを区別するいくつかの要素が存在する。Breier-Mackie（Breier-Mackie, Sarah PhD） は、看護師が病気の治療ではなくケアに焦点を当てることで、独自の倫理観が得られると示している。さらに、看護倫理は道徳的なジレンマよりも日常生活の倫理を重視する。看護倫理は、与益原則や公平・正義原則などのより広い原則よりも、思いやりのある関係を築くことに重点を置く。例えば、与益原則に基づいて処置を施すべきという、伝統的な医療に見られた父権主義的パターナリズムの観点からの主張が出される場合もある。しかし、このアプローチは看護倫理に見られる患者中心の価値観に反しているとする議論も可能なのである。
独自性はまた別の理論的な角度からも検討することが出来る。一部の人々は、道徳義務論的なテーマへの動きにもかかわらず、やはり看護倫理における徳倫理学への重きや、一部の者はケアの倫理への支持し続けている。これは、抽象的な概念や原則よりも、患者との関係性を強調しており、それ故、他の倫理的見解よりもより正確に看護におけるケア関係を反映している、とその提唱者達が考えているからである。また、看護師による、尊重と思いやりのある姿勢と態度によって患者の尊厳を尊重する、といったテーマなども一般的に見受けられる。

## 必要性
医療社会学の立場から15年にわたり看護の現場を研究したダニエル F．チャンブリス博士は、その著書「ケアの向こう側 看護職が直面する道徳的・倫理的矛盾」の中で、「看護職の世界、すなわち病院は、一般社会とは全く異なる道徳システムを持っている。病院では悪人でなく善良な人がナイフを持ち、人を切り裂いている。そこでは善人が、人に針を刺し、肛門や膣に指を入れ、尿道に管を入れ、赤ん坊の頭皮に針を刺す。また、善人が泣き叫ぶ熱傷者の死んだ皮膚をはがし、初対面の人に服を脱ぐよう命令する」と書き、次第にそれが普通のこととして「日常化」され、「ルーチン化」され看護師の感情は平坦化し、そこで生じる出来事に対する感受性も失われていくと述べる。患者さえもそのルーチン化に含まれていき、患者は人としてではなく、一つのケースとしてしか認識されないようになる。その結果、看護師は患者に生じる多くの倫理的問題、道徳的問題を認知しなくなっていくのだと分析し、看護職こそ、倫理的問題に積極的に関っていくべき必要があるとしている。

## 重点
看護師は、自分たちの世話をしている人々の尊厳を守るべきもの達であるべきである。脆弱な状況と立場におかれる患者に尊厳のあるケアを提供するということは、この分野の重要な概念である。
一般的な倫理学的理論のレベルでも、人の尊厳を尊重することは、人々に対する尊重と共に、他人から影響を受けない自主的な選択を尊重する（オートノミー）、ということに関係している。それ（オートノミー）がなければ人は自分の治療について意思決定をすることが出来ないからである。なかでもインフォームド・コンセントの実践は看護師によって尊重されるべきであり、それは自主尊重原則が根拠となっているからである。ただ、ほとんどの場合、議論の多くは自分の治療について選択をすることができない無意識状態に陥っている人のケースや、判断に影響を与える精神的な病を患っているケースについてである。患者の自主尊重を維持するために提案されている方法は、患者が自主尊重を失った場合、自分自身がどのように扱われることを望むかを概説する「意思表明書」を事前に書面にしておくこととなっている。
- なお、日本の医療の分野では、「患者の自主権・自己決定」の文脈においてしばしば「自律性」と誤訳した上で「患者が自分を律して自己規制すること」などと正反対の「患者の権利を否定」するような意味で誤用されている。

もう一つのテーマは機密保持（つまり守秘義務）、これは多くの看護倫理規定における重要な原則である。これは、生命に係るために共有することなどを除き、その人に関する情報がその人の許可を得て初めて他人と共有されるということである。情報提供に関連するのは、ケアを受けている患者との対話における真実の語り方に関する議論である。自主的な決断を下すのに必要な情報を持つ人々と、真実に不必要に悩まされる人々という二種類があり、バランス必要となる。一般的に自主性を尊重するために真実を語ることが推奨されていますが、しばしば真実は語られないように頼むか、あるいはその真意を察することができない場合もある。ここで最後に、記述倫理学（comparative・empirical ethics）の役割が近年顕著になっていると指摘されている。
上記のテーマを考慮することによって、看護師は倫理的な方法で看護実践するように努めることが可能となるのである。看護実践における結果は、時にはリソース不足、政策、または環境的な障害にぶつかりそれが道徳的な悩みにつながる可能性があるからである。

## 歴史

### 日本
「日本では戦後長らく、看護学研究に関する倫理の問題はおろか看護倫理一般についての空白期が1980年代初頭まで続いた。かつて日本の看護師には、清楚さ、奉仕的精神、医師への従順さ、組織への忠誠、規律と秩序の維持等の、専ら内面的な美徳を備えた者であることが期待され、それに応答することが看護倫理であった。しかし、戦後民主主義が浸透し、経済的に豊かになる中で、過去の看護師像に対する強い反発と反動が日本の看護界に広まり、抑圧された過去の看護師像を想起させる看護倫理そのものが敬遠されたことが，この空白の背景にあるといわれている。その結果，米国では1960年代からすでに看護学研究に伴う倫理的課題に対する積極的応答が看護界全体においてみられたのに比して、日本の看護界における対応は1980年代中頃になるまでほとんど皆無であった」。
もともと大正後期から昭和初期にかけての日本赤十字社による戦時救援看護婦養成が主流となり、全国の看護婦養成所の模範となって全国に広まった。「日本赤十字社の看護教育は、日本陸軍の教育方針に通じ、上官の命に絶対服従する、克己、忍耐、奉仕が指導精神の柱であった。日本赤十字社の教育の特徴は、看護技術教育であり、臨床に先立つ教室における実習やデモンストレーションは殆ど行われることなしに、臨床での実践によって訓練された。指導体制では婦長一卒業生一上級生一下級生というヒエラルキー（階級）があり，上位の人には絶対的権威があった。看護行為の判断と実行には，すべて上位者の指示が必要であった。状況に応じて熟練した方法を他者に示すことはあっても，その根拠（エビデンス）を他者に納得いく方法で教えることは少なかった」

### 年表（日本）
- 1951-1966年の看護倫理に関する教育内容は、「ナイチンゲール誓詞」などの倫理規定のほか、看護師にとっての礼儀・作法、心構え、守秘義務、対人関係など、戦前の流れを引き継ぎ美徳中心であった。
- 1967年、指定規則の改正により、人類愛、使命感、奉仕などの精神性への偏重が見られた「看護倫理」という科目自体が削除された。
- 1988年になって、日本看護師協会の「看護師の倫理規定」が策定・公表。
- 1989年に指定規則が改正されたが、これによって、看護倫理に関する記述は指定規則から全く無くなった。看護判断能力、ケア管理能力、教育指導能力といった看護能力の強化にウェイトが置かれるようになったこと、従来の博愛精神や医師への服従という教育内容に対する批判が高まったことなどが影響している。
- 1996年の指定規則の改正でも、看護倫理に関して独立した科目は設けられていない。看護倫理教育の重要性には触れたものの抽象的なものにとどまった。
- 2001年、初めてプライバシーや秘密の保持に関する保助看法上の規定が法律第 87 号で第 42 条の 2 として追加された。
- 2002年になって、初めて、文科省看護基礎教育の在り方に関する検討会報告「大学における看護実践能力の育成の充実に向けて」（文部科学省, 2002）の中で、人間尊重・擁護の方法について「看護職者は、対象者が治療及びケアを受ける過程で遭遇する具体的な場面で、常に、その人の尊厳と権利を擁護する立場で行動できることが不可欠である」との記載がされた。また、その教育方法についても「学生自身がその意味に深い関心を持ち、看護職者が対象者の権利擁護者として機能することの意義を追求できるよう、具体的な看護事象を用いた演習を組むなど、学生同士の討論や患者などの対象者などから学ぶ方法を採用することが大切である」とされている。さらに、人間尊重について「対象者の立場に立つこと、個人の文化背景・価値・信条の理解、意思決定に必要な情報の提供、自己決定権、人間としての尊厳・人権尊重、インフォームド・コンセントの実践と支援、プライバシーの保護と個人情報の取り扱い、セカンドオピニオンの意義などについて」と具体的に言及した[15]。

## 行動規範・綱領

### ANA 看護師の倫理規範（Code of Ethics for Nurses）
1950年、アメリカ看護協会（ANA）が初の「看護師の倫理規範」を採択。これはアメリカの看護師において「交渉不可（nonnegotiable）」な規範とみなされている。この倫理規範は一般的なものから特定分野のガイドラインまで詳細に記述された倫理行動規範となっており、臨床から研究、管理運営、教育などを含む、全64ページに渡るものとなっている。
なお、日本においてはこのANAの看護師の倫理規範に相当するものは存在していない。

### ICN 看護師の倫理綱領
1953年、国際看護師協会（ICN）によって採択された。これは、看護においてあるべき倫理的な振る舞いと、看護職一般、日々の実践、および他者との関係について要点をまとめた綱領である。

### JNA 看護者の倫理綱領
1988年、日本看護協会による「看護師の倫理規定」、2003年、「ICN 看護師の倫理綱領」にならい「看護者の倫理綱領」へ改訂・改題。ICN綱領同様、一般的事項を要約し、簡単な一覧にとどまっている。

## 日本の綱領とアメリカの規範の違い
日本看護協会の「看護者の倫理綱領」が抽象的な要点だけのものに対し、アメリカ看護協会の「看護師の倫理規範」は幅広く、具体的で、基本的理論と各ガイドラインが含まれている。

### 具体例
一例として、アメリカ看護協会の「看護師の倫理規範」では、患者のケアをする上で、まず「境界（バウンダリー）」の概念が基礎となる重要なものであると説く。境界（バウンダリー）という概念はもともと精神医学に由来し、一般に、職業的境界（プロフェッショナル・バウンダリー）というものであり、「看護師ー患者の職業的境界」は、看護師とクライアントの関係性において不可欠な要素だと強調する。なお、この境界線は、たんなる言葉の問題だけでなく法律によっても患者のニーズや権利を保障するために法的に定められているという。そして境界侵犯の具体例を挙げ、そのうえで詳細なガイドラインも提示されているのである。具体的に以下にNCSBNが公開している「（看護における境界 - 職業的境界線のガイド）A Nurse’s Guide to Professional Boundaries -“Professional Boundaries in Nursing”」から翻訳して引用する。
さらに、患者との立場関係について「Professional Boundaries and the Nurse-Client Relationship: Keeping it Safe and Therapeutic - Guidelines for Registered Nurses」というガイドラインでは以下のように説明している。
「患者」対「看護師」という時点で不公平な力関係が生じ、患者は看護師に対し脆弱で言いなりにされるがままの弱い立場に置かれる。看護師がその職業的立場を自覚せずに軽視すると、患者は潜在的虐待と搾取の対象となる。その不均衡は、患者は看護師が提供するサービスに依存し、看護師の専門知識と医療機関における権限と、患者個人の秘匿情報に触れる立場、そして患者の決断を左右させうる立場などから来る。また、看護という仕事の特性上、患者に対して密の肉体的、精神的、感情的な親密さという雰囲気を醸成するが、これは同時に患者の脆弱性を増長させてしまう。この潜在的な権力の乱用につながる力関係の不均衡と職業的立場を認識し、患者を萎縮させてしまうように感じさせたり、依存させるようなこと、または弱い立場に付け入るようなことにならないように注意するのは看護師の責任である。
このように、医療を受ける患者の弱みに付け入ったり、看護師の立場上得られる力を乱用しない、というのが患者・看護師の間における信頼関係の基本である、としている。看護師と患者(家族含む)の間に、個人的感情や、プライベートの関係、恋愛、性的関係を持ち込む事は、職業的境界線を侵害した行い。職業的境界線を侵害する行為は、信頼関係を毀損し治療を妨害し重大な倫理規範の違反となり、海外では罰則、免許剥奪もある違法な犯罪行為にもなりうる行為と指摘している。
しかしながら、日本の倫理綱領にも倫理教育にもこのような内容は含まれていない。
日本の「患者-看護師関係における境界概念モデルの構築及び境界調整に関する技術的要素の抽出」という研究によれば、「境界を明確には意識していない看護師がほとんどであった」上に、「患者ー看護師関係における境界そのものに焦点をあてた研究は国内では行われていない」
日本人は、概して個人の人権や個性より場や人間関係を重視し、その「場」における役割で行動するといわれている。しかし他との境界を意識せず、自他が同化される場合、「患者は今このような状態である、従ってこのような援助をしてもらいたいはずだ」という自己の思いがそのまま「患者がこのような援助をしてもらいたいと要望している」という患者の思いに変化してしまう。こういった看護師が自他を同化させ、看護師の思いだけで看護が押し進められる場合、それはもはやケアとは言えない。患者の意志ではなく看護師の判断によって看護が提供されてしまう。看護師の「場」の重視は、医師に対しては、看護師が「従順に振る舞う」という形で現れるが、患者に対しては、看護師が「従順さを要求する」という形で現れてしまう
という問題も指摘されている。
そして一例として上記に挙げた境界線の事例は、アメリカ看護協会の「看護師の倫理規範」の中のごく一部のものに過ぎない。
日本においては特に、欧米に比べ、研究、教育、実践面で立ち遅れており、見過ごされてきた歴史の浅い分野であり、専門職としてその倫理の確立が望まれる所である。

## 法制度

### 日本
2011年10月6日、日弁連（日本弁護士連合会）は第54回人権擁護大会の声明で、「我々の何よりも大切な命を守るために，医療は必要不可欠であり，誰もが等しく，安全で質の高い医療を受けることができなければならない。同時に，その医療は人間の尊厳を守り，我々が幸せな人生を送ることに資するものでなければならない」「ところが，我が国には，このような基本的人権である患者の権利を定めた法律がない」「そのような中で，今日，我が国の医療は様々な場面において多くの重大な課題を抱え，患者の権利が十分に保障されていない状況にある」...「ところが，いまだ，患者の権利に関する法律は制定されていない」...「日本医師会生命倫理懇談会による1990年の『説明と同意』についての報告も，こうした流れを受けたものではあるが，『説明と同意』という訳語は，インフォームド・コンセントの理念を正しく伝えず，むしろ従来型のパターナリズムを温存させるものである」と指摘している。
厚生労働省は、平成28年4月1日、「障害者差別解消法に基づく対応要領・対応指針について」の中で医療関係事業者向けガイドラインを公開した。その中で、看護師などの医療関係者が（病気やケガをしている＝障害をもつ）患者に対して、
- 本人を無視して、支援者・介助者や付添者のみに話しかけること
- 大人の患者に対して、幼児の言葉で接すること
- わずらわしそうな態度や、患者を傷つけるような言葉をかけること
- 診療等に当たって患者の身体への丁寧な扱いを怠ること

を差別と認め、法律違反とした。これらは医療現場における「エイジズム」と呼ばれている問題である。